# Günther Ramin

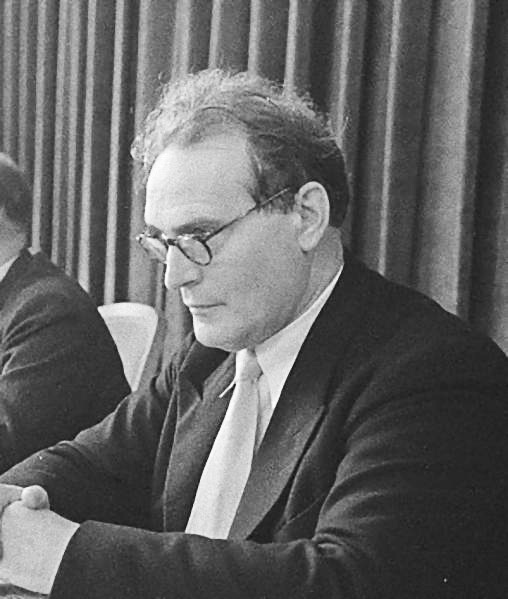
Günther Ramin 1950

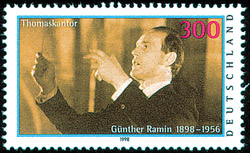
300-Pfennig-Sondermarke von Deutschland (1998) zum 100. Geburtstag Ramins

Günther Werner Hans Ramin (* 15. Oktober 1898 in Karlsruhe; † 27. Februar 1956 in Leipzig) war ein deutscher Organist, Cembalist, Chorleiter und Komponist.

## Leben
Günther  Ramin wurde als Sohn eines Superintendenten in Karlsruhe geboren. 1900 zog die Familie Ramin nach Groß-Lichterfelde bei Berlin und 1903 nach Schkeuditz zwischen Halle und Leipzig. Ab 1910 besuchte er zunächst die Latina August Hermann Francke. Im selben Jahr wurde er in den Thomanerchor unter Thomaskantor Gustav Schreck aufgenommen und besuchte ab da die Thomasschule zu Leipzig. Danach studierte er auf Anraten des damaligen Thomasorganisten Karl Straube von 1914 bis 1917 am Konservatorium der Musik in Leipzig, wobei er sich zunächst auf das Klavierspiel konzentrierte. Sein Lehrer war Robert Teichmüller. Später kamen Orgelunterricht bei Karl Straube, den er auch in der Thomaskirche vertrat, und Kompositionsstudien bei Stephan Krehl dazu. Von 1917 bis 1918 nahm er als Einjährig-Freiwilliger am Ersten Weltkrieg in Frankreich teil.
1919 (Wahl) bzw. 1923/24 (Amtsübertragung/Anstellungsvertrag) wurde Ramin als Nachfolger des zum Thomaskantor ernannten Straube Thomasorganist an der Leipziger Thomaskirche. Im Jahr 1920 wurde er auch Gewandhausorganist und unterrichtete als Orgellehrer am Kirchenmusikalischen Institut des Konservatoriums. 1932, kurz nach seiner Ernennung zum Professor, erhielt er einen Ruf an die Berliner Musikhochschule, gab diese Professur aber bald wieder auf. Von 1922 bis 1935 war er auch Chordirigent des Leipziger Lehrergesangsvereins. Von 1929 bis 1935 war er zudem Dirigent des Leipziger Sinfonieorchesters.
Ebenso wie sein Lehrer Straube engagierte er sich in der deutschen Orgelbewegung. Angeregt wurde er durch Hans Henny Jahnn und die Entdeckung der Arp-Schnitger-Orgel in St. Jacobi zu Hamburg. So veröffentlichte er 1929 seine Gedanken zur Klärung des Orgelproblems. Ab 1933 war er Mitherausgeber der Zeitschrift Musik und Kirche, die der Orgelbewegung nahesteht und seit 1929 im Bärenreiter-Verlag erscheint.
Ramin reiste als Orgelvirtuose durch Europa und gastierte auch in den USA (1933, 1934) und in Südamerika (1954). Seine internationalen Erfolge weckten Begehrlichkeiten bei den Nationalsozialisten, die ihn für ihre Zwecke zu instrumentalisieren versuchten. So spielte er 1935 auf der Hochzeit von Hermann Göring und weihte 1936 die große Walckerorgel auf dem Reichsparteitag in Nürnberg ein. 1943 wurde er zum Leiter des Reichs-Bruckner-Chors in Linz bestellt. Die ersten Konzerte unter Ramins Leitung fanden in Leipzig statt. Im April 1944 legte Ramin dieses Chorleiteramt nieder. Er stand als einer von zwei Organisten auf der sogenannten Gottbegnadeten-Liste von Goebbels aus dem Jahr 1944, die Künstler vor dem Kriegsdienst schützte.
Von 1933 bis 1938 und erneut von 1945 bis 1951 leitete Ramin auch den GewandhausChor, 1935 wurde er Leiter des Berliner Philharmonischen Chors, dieses Amt musste er kriegsbedingt 1943 aufgeben. Am 18. Oktober 1939 wurde Ramin (wieder als Nachfolger von Straube) zum Thomaskantor in Leipzig berufen, was er von 1940 an bis zu seinem Tode blieb. Von 1943 bis 1944 leitete er den neu gegründeten Reichs-Brucknerchor der Reichsrundfunkgesellschaft Leipzig, der sich aus Mitgliedern der aufgelösten Rundfunkchöre zusammensetzte. Sein Vertrag war befristet, da Ramin nicht bereit war, die Leitung des Thomanerchors aufzugeben und mit dem Reichs-Brucknerchor nach Linz ans St. Florians Stift überzusiedeln.
Ramin legte großen Wert darauf, einen gemischten Chor zu leiten, da dieser Chorklang seinem Klangideal näher kam als der eines Knabenchores allein. So gestaltete er häufig als Thomaskantor Aufführungen von Thomanerchor und Gewandhauschor zusammen. Die Zusammenarbeit mit dem Gewandhauschor gab er offiziell wegen Überlastung ab. Voraus gingen aber Auseinandersetzungen zwischen dem Gewandhauskapellmeister und ihm um die künstlerischen Belange des Chores.
Mit dem Amtswechsel des Thomaskantors von Straube auf Ramin wurde 1940 die Tätigkeit des Thomanerchors in der Leipziger Nikolaikirche eingestellt. Dieser tritt seitdem hauptsächlich in der Thomaskirche auf. Ziel des Kantoratswechsels war es, den Thomanerchor unter anderem durch die Gründung des Musischen Gymnasiums Leipzig 1941 stärker weltlichen Aufgaben zuzuführen, zu dessen künstlerischem Leiter Ramin ernannt wurde. Da er seine Vorstellungen nicht durchsetzen konnte und er mit Widersprüchen zu kämpfen hatte, reichte er im Dezember 1942 seinen Rücktritt ein. Das Ziel der Nationalsozialisten, das Thomaskantorat mit der künstlerischen Leitung des Musischen Gymnasiums Leipzig zu koppeln, wurde wieder aufgegeben.

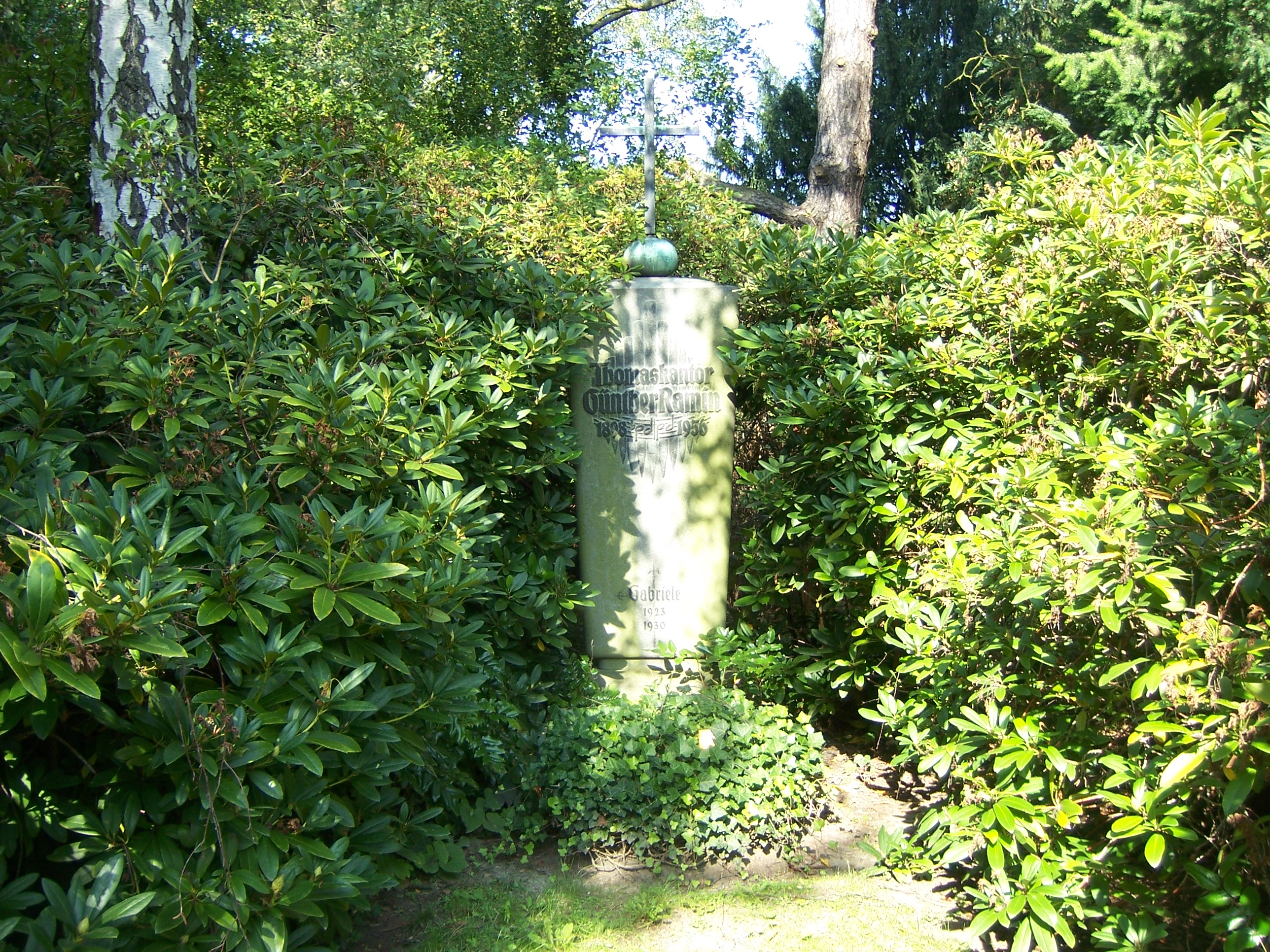
Grabstätte Günther Ramins

Nach 1945 gelang es Ramin, dem Thomanerchor durch zahlreiche Konzertreisen schnell wieder zu einem hohen internationalen Ansehen zu verhelfen. Er sah sich als Thomaskantor vor allem dem Werk seines großen Vorgängers Johann Sebastian Bach verpflichtet. Ramin war Präsident des Bach-Ausschusses der DDR, Geschäftsführender Vorstand der Neuen Bachgesellschaft, künstlerischer Leiter des Bachwettbewerbes 1950 sowie Leiter der Bachfeste in Leipzig 1950, 1953 und 1955. Außerdem war er Vorstandsmitglied der Internationalen Bachgesellschaft. 1950 wurde Ramin zum Ehrendoktor der Universität Leipzig ernannt. Im gleichen Jahr erhielt er den Nationalpreis 2. Klasse der DDR für seine Verdienste beim Bachfest Leipzig.
Günther Ramins Schülerkreis war groß, ein Teil davon wurde später auch bekannt wie etwa Hugo Distler, Paul-Heinz Dittrich, Albrecht Haupt, Diethard Hellmann, Hanns-Martin Schneidt, Carl Seemann, Karl Richter, Helmut Walcha, Günter Metz und Ruth Zechlin.
Ramin starb an den Folgen eines Schlaganfalls. Sein Amtsnachfolger wurde Kurt Thomas. Ramin wurde auf dem Leipziger Südfriedhof beigesetzt (II. Abteilung). Sein Grabmal schuf Alfred Späte.

## Familie
Der Thomasorganist Johannes Lang ist ein Urenkel von Günther Ramin, Langs Großvater, Dr. Dieter Ramin, kam in Leipzig zur Welt. Commerzienrat Gustav Jung war Günther Ramins Onkel zweiten Grades.

## Auszeichnungen
- 1950: Ehrendoktor der Philosophischen Fakultät der Universität Leipzig
- 1950: Nationalpreis der DDR für Kunst und Literatur, II. Klasse
- 1952: Mitglied der Deutschen Akademie der Künste in Berlin (Ost)
- 1953: Ehrensenator der Universität Mendoza in Argentinien

## Darstellung Ramins in der bildenden Kunst (Auswahl)
- Inge Wunderlich: Bildnis Thomaskantor Günther Ramin (Tafelbild, Mischtechnik; 1981; befindet sich im Alumnat des Thomanerchors Leipzig)

## Werke
- Vokalwerke
  - Der dreizehnte Psalm. Herr, wie lange willst du mein so gar vergessen? (1928). Psalmkomposition für vierstimmigen Männerchor und Orchester.
  - Aus Zion bricht an der schöne Glanz Gottes. und Herr, höre mein Gebet! Zwei Motetten für vier- bis sechsstimmigen Chor.

- Orgelwerke
  - Phantasie e-Moll (1924)
  - Praeludium, Largo und Fuge (1927)
  - Orgelchoralsuite (1928)
  - Choralvorspiel (1931)
  - Canzona

- Kammermusik
  - Sonaten C-Dur für Violine und Klavier op. 1 (1922)

## Dokumente
Briefe von Günther Ramin aus der Zeit von 1926 bis 1949 befinden sich im Bestand des Leipziger Musikverlages C. F. Peters im Staatsarchiv Leipzig.

## Varia
- Die Jehmlich-Orgel des Wurzner Doms wurde 1932 eingebaut – die Auswahl der 46 Register in ihrer besonderen Klangfarbe verantwortete Günther Ramin.[3]